# Klebsiella pneumoniae
Klebsiella pneumoniae (лат., клебсиелла пневмонии, палочка Фридлендера) — вид грамотрицательных факультативно-анаэробных палочковидных капсульных неподвижных бактерий, относящийся к роду клебсиелл. Встречается повсеместно в окружающей среде, в том числе в почве и поверхностных водах.
Может вызывать различные инфекции, включая пневмонию, сепсис, инфекции мочевыводящих путей, бактериемию, менингит и абсцессы в печени. Инфицированию обычными штаммами чаще подвержены люди с иммунодефицитами, однако обнаруживаются и гипервирулентные штаммы, поражающие здоровых людей.
Встречается на медицинских приборах и является частой причиной внутрибольничных инфекций. Бактерия приобрела известность благодаря обнаружению связанных с ней тяжёлых инфекций и увеличивающемуся дефициту способов лечения. Всё чаще встречаются штаммы, которые устойчивы к антибиотикам, применяемым в крайних случаях.

## Биологические свойства

### Морфология
Грамотрицательная, мелкая (0,5—0,8 × 1—2 мкм) коккобацилла. Спор не образует, неподвижна. Способна к образованию капсулы. Располагаются одиночно, попарно и скоплениями. Легко окрашиваются анилиновыми красителями.

### Культуральные свойства

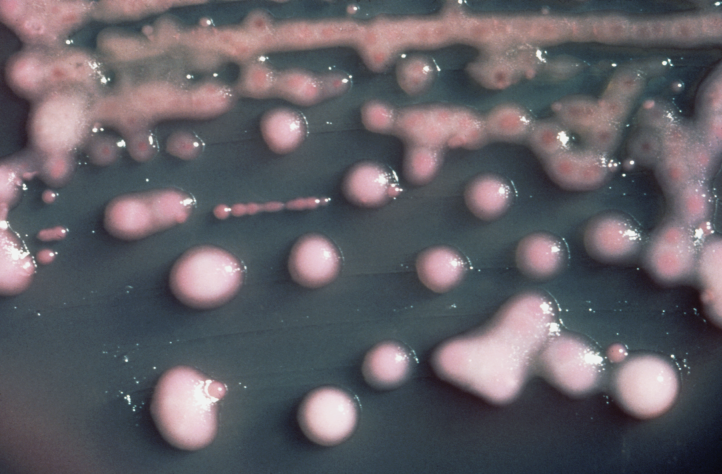
Колонии K. pneumoniae на

Хемоорганогетеротроф, факультативный анаэроб. Культивируется на простых питательных средах (МПА, МПБ).
Колонии Klebsiella pneumoniae, культивируемые на питательных средах, после инкубации в течение ночи при температуре 30—37 °C обычно куполообразные, диаметром 3—4 мм, со слизистой оболочкой. В зависимости от штамма и среды могут быть липкими. На агаризованных питательных средах образуются серовато-белые колонии. В МПБ — равномерное помутнение среды с образованием тягучего слизистого осадка и плёнки. Сбраживает лактозу, не образует индола.

## Патология
K. pneumoniae является одним из возбудителей пневмонии, а также урогенитальных инфекций, гнойных абсцессов печени, селезёнки. Вызывает гнойные и фиброзные плевриты, перикардиты, гаймориты, эндофтальмиты. Важный возбудитель нозокомиальных инфекций. Микроорганизм также патогенен и для некоторых животных. Некоторые штаммы обладают полирезистентностью к антибиотикам, обусловленную наличием R-плазмиды, также проявляется устойчивость к карбапенемам за счёт наличия карбапенем-гидролизующих β-лактамаз. Капсула является фактором вирулентности.

## История
Самой первой была обнаружена разновидность Klebsiella rhinoscleromatis. Австрийский уролог Антон фон Фриш в 1882 году описал её как капсульную палочку, обнаруживаемую у больных риносклеромой. Название же бактерии дал Витторе Тревизан в 1887 году. Также в 1882 году немецким микробиологом Карлом Фридлендером из лёгких умерших от пневмонии людей была выделена сама Klebsiella pneumoniae. До 1886 года она называлась палочкой Фридлендера. Название же Klebsiella pneumoniae было дано Витторе Тревизаном в 1887 году, а в 1889 году Йозеф Шрётер дал ей альтернативное название — Hyalococcus pneumoniae. В 1893 году немецкий бактериолог Рудольф Абель обнаружил в слизи больных озеной (атрофическим хроническим ринитом) бактерию, которую он назвал Bacillus mucosus ozaenae. Позднее, в 1925 году, Дэвидом Берджи и его коллегами она была отнесена к роду клебсиелл и получила название Klebsiella ozaenae.
Американский микробиолог Дон Дж. Бренер и его коллеги в 1972 году определили, что по генетическому родству Klebsiella rhinoscleromatis и Klebsiella ozaenae не могут быть отделены от Klebsiella pneumoniae, поэтому все 3 бактерии в 1974 году были классифицированы Идой Орсков как подвиды Klebsiella pneumoniae.

## Классификация
Деление Klebsiella pneumoniae на подвиды основано на патогенетических отличиях. На август 2019 года вид подразделяют на 3 подвида:
- Klebsiella pneumoniae subsp. ozaenae (Abel 1893) Ørskov 1984
- Klebsiella pneumoniae subsp. pneumoniae (Schroeter 1886) Ørskov 1984
- Klebsiella pneumoniae subsp. rhinoscleromatis (Trevisan 1887) Ørskov 1984